# Luquillo
Luquillo és un municipi de Puerto Rico situat a la costa nord-est de l'illa, també conegut amb els noms de Ciudad del eterno verano, La Capital del Sol i la Riviera de Puerto Rico. Limita al nord amb l'oceà Atlàntic; al sud i l'est amb Fajardo i a l'oest amb Rio Grande. Forma part de l'Àrea metropolitana de Fajardo.
El municipi està dividit en 7 barris: Luquillo, Mameyes, Pueblo, Mata de Plátano, Pitahaya, Juan Martín i Sabana.